# Гернес, Мориц (историк)
Мориц Гернес (Гёрнес, Хёрнес, нем. Hoernes; 29 января 1852, Вена — 10 июля 1917, там же) — австрийский историк| первобытного общества, археолог, этнограф и культуролог. Профессор Венского университета, доктор философии, член-корреспондент Австрийской академии наук.

## Биография
Родился в семье известного палеонтолога Морица Гернеса. Брат Рудольфа Гернеса, геолога и палеонтолога.
Окончил Венский университет (1878) по классической филологии и археологии со степенью доктора философии. После прохождения военной службы, с 1885 года, работал в Музее естественной истории в Вене.
С 1892 года — приват-доцент, с 1899-го — профессор, с 1911-го — ординарный профессор. Основатель отдела первобытной истории человека в Венском университете.
С 1913 года член Археологического института (нем.). С 1916 года член-корреспондент Австрийской академии наук.
Занимался археологической практикой в различных частях Австро-Венгрии, в особенности в Боснии и Герцеговине.
Развил типологический метод, в частности, дал классификацию вещей Гальштатского могильника.
Автор около 200 научных работ в области археологии и истории культуры. Важнейший труд — «История первобытного изобразительного искусства в Европе со времени его возникновения до 500 г. до н. э.» («Urgeschichte der bildenden Kunst in Europa von den Aufängen bis um 500 vor Chr.», 1898).